# さぁ!恋人になろう
「さぁ!恋人になろう」（さぁ こいびとになろう）は、当時ハロー!プロジェクトに属していたメロン記念日の5thシングル。2002年2月14日に発売された。

## 収録曲
作曲：新堂敦士
1. さぁ!恋人になろう
  - 作詞：つんく&新堂敦士　編曲：鈴木Daichi秀行
2. ガールズパワー・愛するパワー
  - 作詞：新堂敦士　編曲：小西貴雄
3. さぁ!恋人になろう（Instrumental）

## 参加ミュージシャン
さぁ!恋人になろう
- プログラミング&ギター：鈴木Daichi秀行
- ベース：山崎洋
- パーカッション：大宮真人
- コーラス：メロン記念日・新堂敦士

## タイアップ
- さぁ!恋人になろう
  - テレビ東京系「アイドルをさがせ!」エンディング・テーマ。

## カバー
- Magic, Drums & Love - トリビュートアルバム『シューティング スター』（2024年11月11日発売）に収録。